# Tauksi
Tauksi est une île du golfe de Riga appartenant à l'Estonie.

## Description

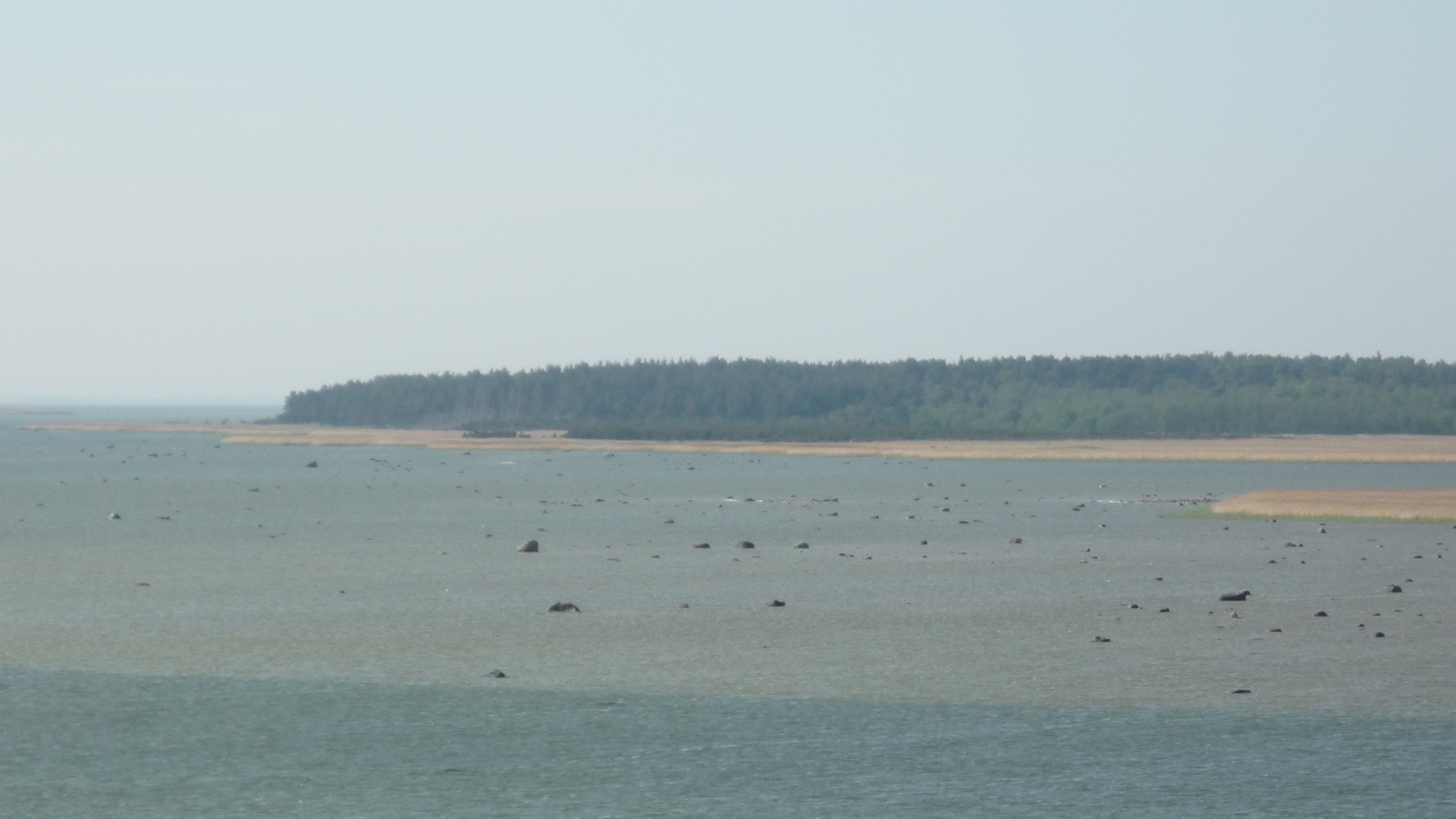
Le sud de Tauksi

La superficie de Tauksi est de 2,5 km². Des données plus anciennes indiquent une superficie plus grande de 2,75 km2
Le point culminant est à 3 mètres d'altitude. 